# Östra Ny församling
Östra Ny församling var en församling i Linköpings stift inom Svenska kyrkan i Norrköpings kommun. 1 januari 2010 uppgick församlingen i Jonsbergs församling.
Församlingskyrka var Östra Ny kyrka.
2006 fanns det 318 invånare i församlingen.

## Administrativ historik

vapen 1996-2009.

Församlingen har medeltida ursprung under namnet Ny församling. Nuvarande namn gäller åtminstone från 1756. Före 1593 utbröts Rönö församling.
Församlingen var till 1962 moderförsamling i pastoratet (Östra) Ny och Rönö. Från 1962 till 2010 var församlingen annexförsamling i pastoratet Östra Husby, Häradshammar, Jonsberg, Östra Ny och Rönö. 1 januari 2010 uppgick församlingen i Jonsbergs församling.
Församlingskod var 058124.

## Kyrkoherdar
Lista över kyrkoherdar. Prästbostaden låg i Berga vid Östra Ny kyrka.
| Verksam   | Namn                           | Levnadstid | Övrigt                                              |
| --------- | ------------------------------ | ---------- | --------------------------------------------------- |
| 1341      | Andreas Johannis               |            |                                                     |
| 1509      | Everdus Johannis               |            | Senare kyrkoherde i Östra Husby församling.         |
| 1510–1527 | Johannes Henrici               | –1527      |                                                     |
| 1528–1534 | Magnus Henrici                 |            |                                                     |
|           | Erlandus                       |            |                                                     |
| 1592–1603 | Johannes Jonae                 | –1603      |                                                     |
| 1605–1617 | Theodosius Martini             | –1617      |                                                     |
| 1618–1627 | Magnus Michaelis (Tåbyensis)   | –1627      |                                                     |
| 1629      | Nicolaus Magni Becchius        | –1629      |                                                     |
| 1630–1652 | Laurentius Nicolaus Typæus     | –1664      | Senare kyrkoherde i Kuddby församling.              |
| 1652–1676 | Benedictus Laurentii Sundelius | –1676      |                                                     |
| 1680–1697 | Sveno Montelius                | 1639–1697  |                                                     |
| 1699–1715 | Joannes Palin                  | 1657–1715  |                                                     |
| 1715–1723 | Ericus Finke                   | 1672–1723  |                                                     |
| 1724–1736 | Magnus Nystrand                | 1684–1736  |                                                     |
| 1738–1773 | Lars Schenmark                 | 1694–1773  | Kyrkoherde och prost.                               |
| 1774–1798 | Hans Georg Strand              | 1719–1798  | Kyrkoherde och prost.                               |
| 1799–1814 | Anders Frontin                 | 1746–1814  | Kyrkoherde och prost.                               |
| 1817–1841 | Carl Anders Korsfeldt          | 1769–1841  | Kyrkoherde och prost.                               |
| 1843      | Johan Nils Lindståhl           | 1791–1843  |                                                     |
| 1844      | Anders Kröning                 | –1845      | Var fängelsepredikant i Norrköping. Utnämndes 1844. |
| 1846–1891 | Thure Gustaf Een               | 1802–1891  | Kyrkoherde och prost.                               |
| 1893–     | Martin Wetterling              | 1848–1931  | Kyrkoherde, prost och kontraktsprost.               |
| 1926–1955 | John August Olof Edlund        | 1894–1973  | Kontraktsprost.                                     |

### Hovpredikanter
För lista över hovpredikanter verksamma på Steborgs slott i församlingen se: Stegeborg.

## Klockare och organister
| Ämbetstid | Namn                   | Levnadstid | Övrigt                |
| --------- | ---------------------- | ---------- | --------------------- |
| 1676-1695 | Joan                   |            | Klockare              |
| 1689-1695 | Måns                   |            | Organist              |
| 1703–1709 | Giösta                 |            | Klockare              |
| 1710–1714 | Sven Jönsson           |            | Organist              |
| 1718      | Lars Hemmingsson       | 1660-1742  | Klockare              |
| 1718      | Jöns Carlsson          |            | Organist              |
| 1722      | Jöns                   |            | Klockare              |
| 1740-1761 | Olof Larsson           |            | Klockare              |
| 1730-1734 | Anders                 |            | Organist              |
| 1747-1755 | Anders                 |            | Organist              |
| 1757-1765 | Anders Widergren       | 1727-1765  | Organist              |
| 1765–1797 | Jonas Norrbom          | 1732–1797  | Organist              |
| 1790–1798 | Lars Berglund          | 1751–1798  | Klockare och organist |
| 1800–1801 | Lars Wigren            |            | Organist och klockare |
| 1802–1828 | Simon Jonsson Marström | 1775–1828  | Klockare och organist |
| 1829–1864 | Gustav Bergstrand      | 1806–1864  | Organist och klockare |